# Cristianesimo in Mongolia

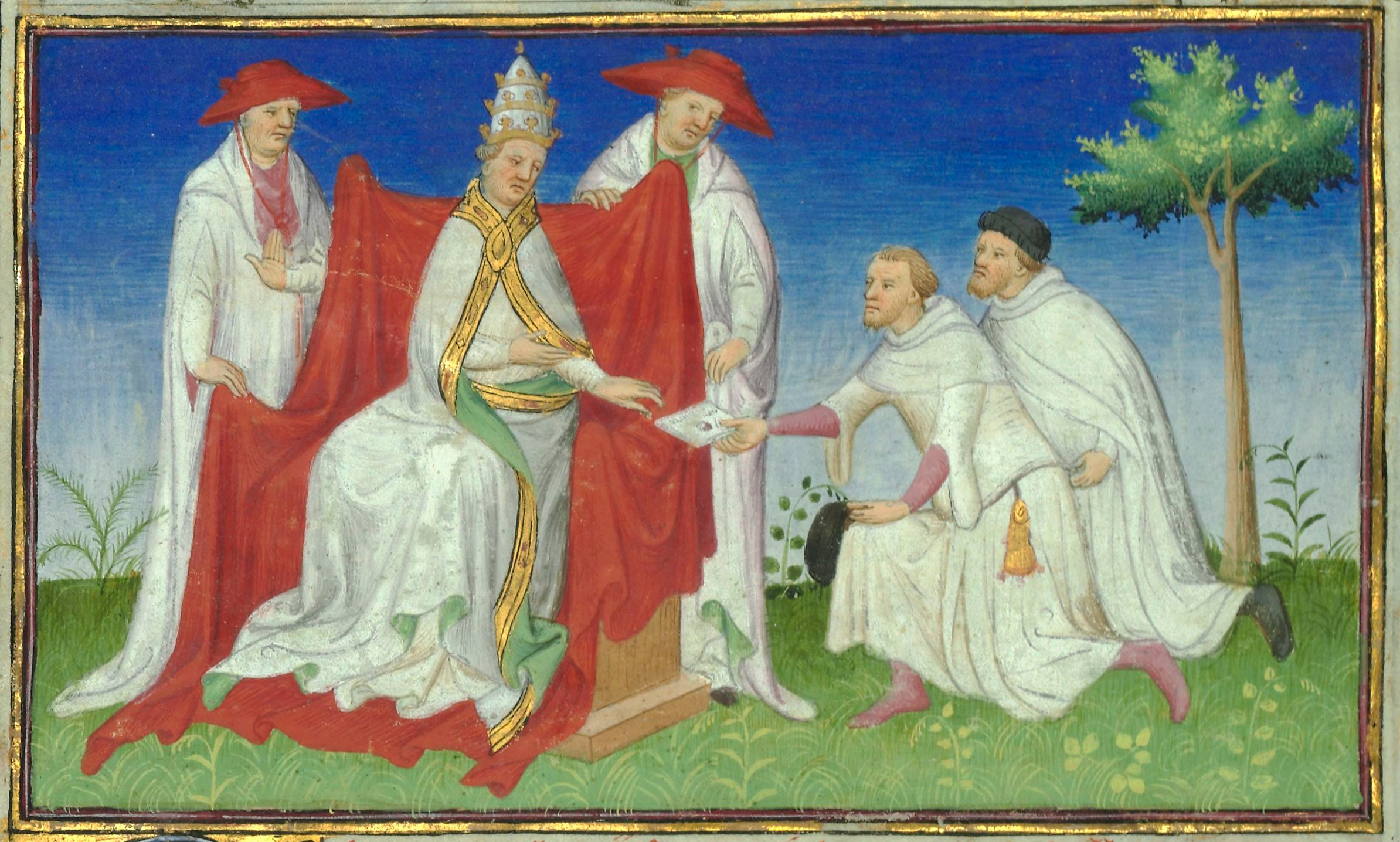
Niccolò e Matteo Polo consegnano un messaggio del Kublai Khan a Papa Gregorio X nel 1271

Il cristianesimo in Mongolia è una religione minoritaria, praticata da circa il 2,1% della popolazione. Dopo la fine del regime comunista nel 1992, il clima di maggiore libertà religiosa ha reso possibile l'azione di missionari di varie denominazioni cristiane, conducendo ad un notevole aumento del numero dei fedeli cristiani nel paese asiatico. La presenza cristiana in Mongolia non è peraltro un fenomeno riconducibile solamente all'epoca attuale: il cristianesimo, nella sua versione nestoriana, giunse in Asia centrale, Mongolia e Cina già nel VII secolo ed ebbe una significativa influenza tra i mongoli nel corso del medioevo.

## Statistiche

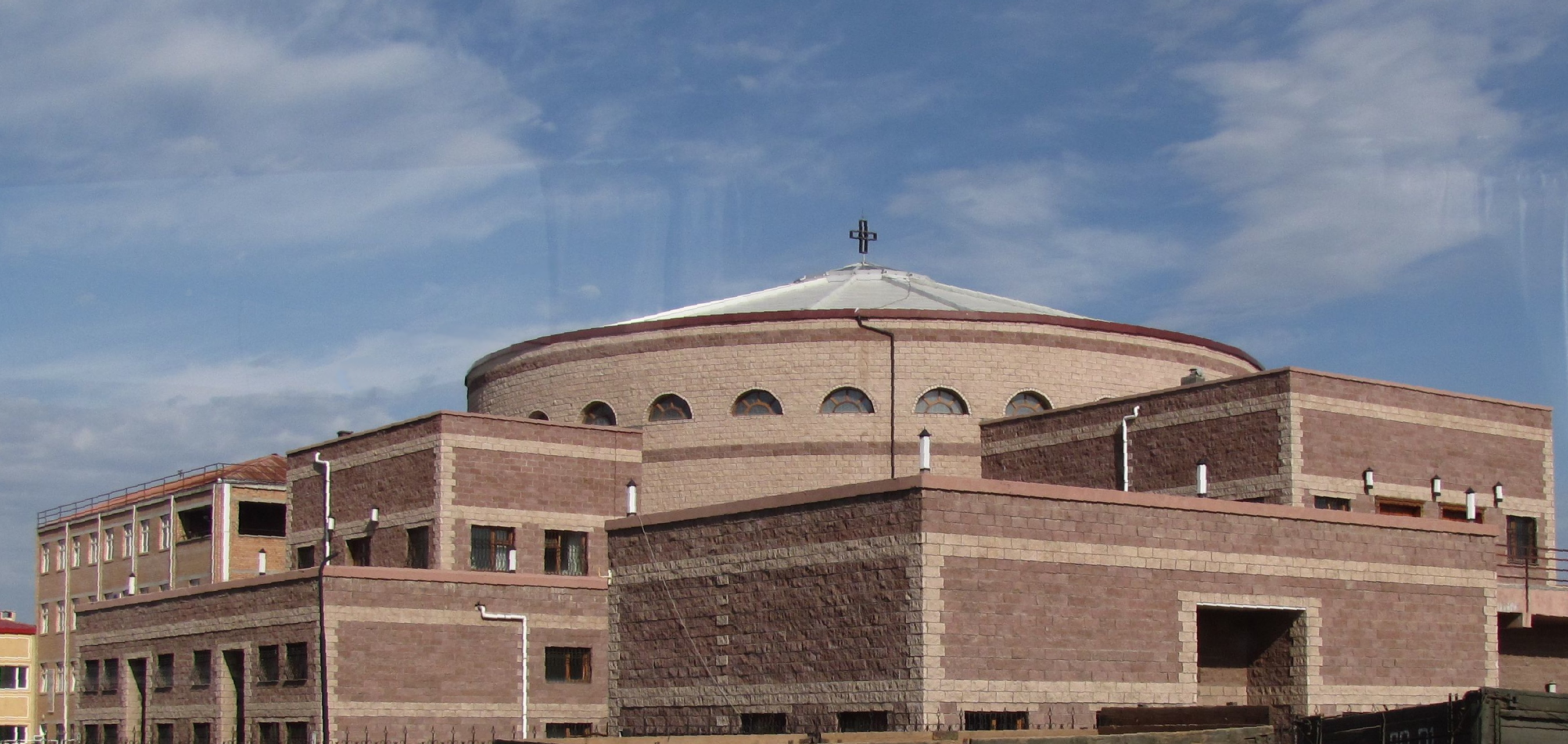
Cattedrale cattolica di Ulan Bator

Le statistiche sull'esatto numero dei cristiani in Mongolia variano. Il censimento nazionale del 2010 contava 41.117 cristiani (dai quindici anni in su). Secondo alcune statistiche, al 2014 i cristiani dovrebbero essere 62.918, pari al 2,1% della popolazione.  Il balzo in avanti rispetto al periodo comunista è comunque notevole, dato che secondo il gruppo missionario Barnabas Fund nel 1989 i cristiani mongoli erano appena quattro. Le denominazioni cristiane maggiormente rappresentate afferiscono al protestantesimo, che può contare circa 35.000 seguaci. Sono presenti poi circa 8.000 mormoni. La Chiesa cattolica, che già nel medioevo organizzò missioni presso mongoli e cinesi, conta meno di 1.000 fedeli. Un numero simile aderisce alla Chiesa ortodossa.

## L'antica presenza nestoriana

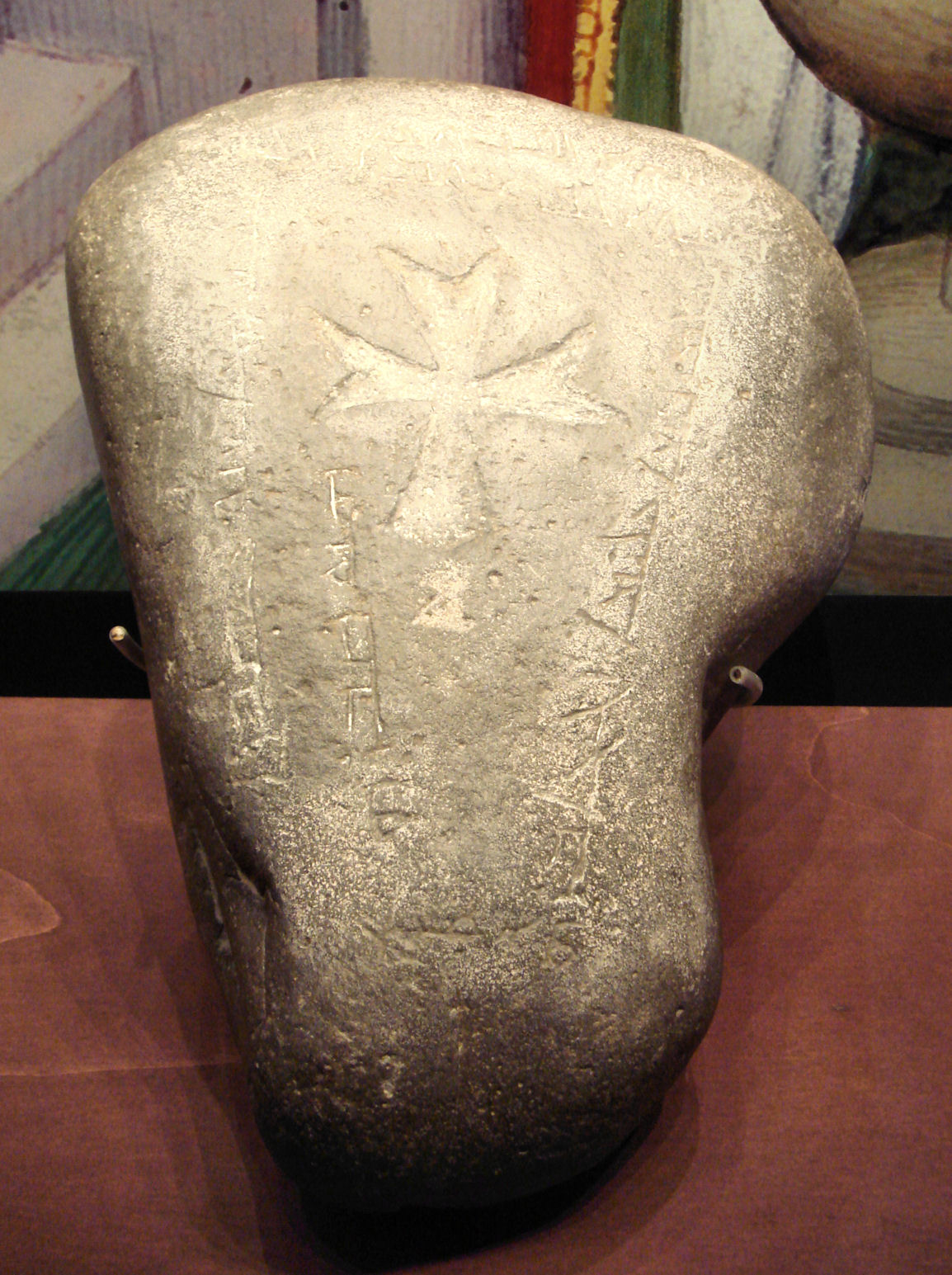
Lapide nestoriana con iscrizioni in siriaco ritrovata nei pressi dell'Ysykköl

Il credo della Chiesa d'Oriente, separatasi dalle altre comunità cristiane nel V secolo e aderente alla dottrina cristologica nestoriana, giunse tra le tribù mongole attorno al VII secolo. Nei secoli seguenti questa forma di cristianesimo conobbe una notevole espansione nell'Asia centrale. Molte tribù di origine mongola, come i kherejdi, i naiman, i merkit, gli ongud abbracciarono questa fede. Il nestorianesimo si diffuse anche tra gli uiguri e i kitai.
Le tribù dei kherejdi e dei naiman si convertirono al cristianesimo nestoriano tra il X e l'XI secolo. Un resoconto della conversione dei kherejdi fu scritto nel XIII secolo da Barebreo, vescovo della Chiesa ortodossa siriaca, che documentò una lettera del 1009, scritta dal vescovo Abdisho di Merv e indirizzata al patriarca della Chiesa d'Oriente Giovanni V bar Isa, con la quale il religioso annunciava la conversione della tribù alla fede cristiana.
Secondo Barebreo, all'inizio dell'XI secolo, un re dei kherejdi smarrì la strada mentre cacciava in montagna. Quando questo re aveva ormai abbandonato ogni speranza, un santo gli apparve in visione e gli disse: «Se crederai in Cristo, io ti guiderò affinché tu non perisca». Il re dunque riuscì a tornare a casa e quando incontrò dei mercanti cristiani ricordò la visione e fece loro delle domande sulla fede. Su loro suggerimento, egli inviò un messaggio al vescovo metropolita di Merv chiedendo di mandare preti e diaconi per il battesimo. In conseguenza di ciò, il re e 200.000 membri della tribù furono battezzati. Un racconto simile era già stato scritto da Mari ibn Suleiman's tra il 1145 ed il 1150.

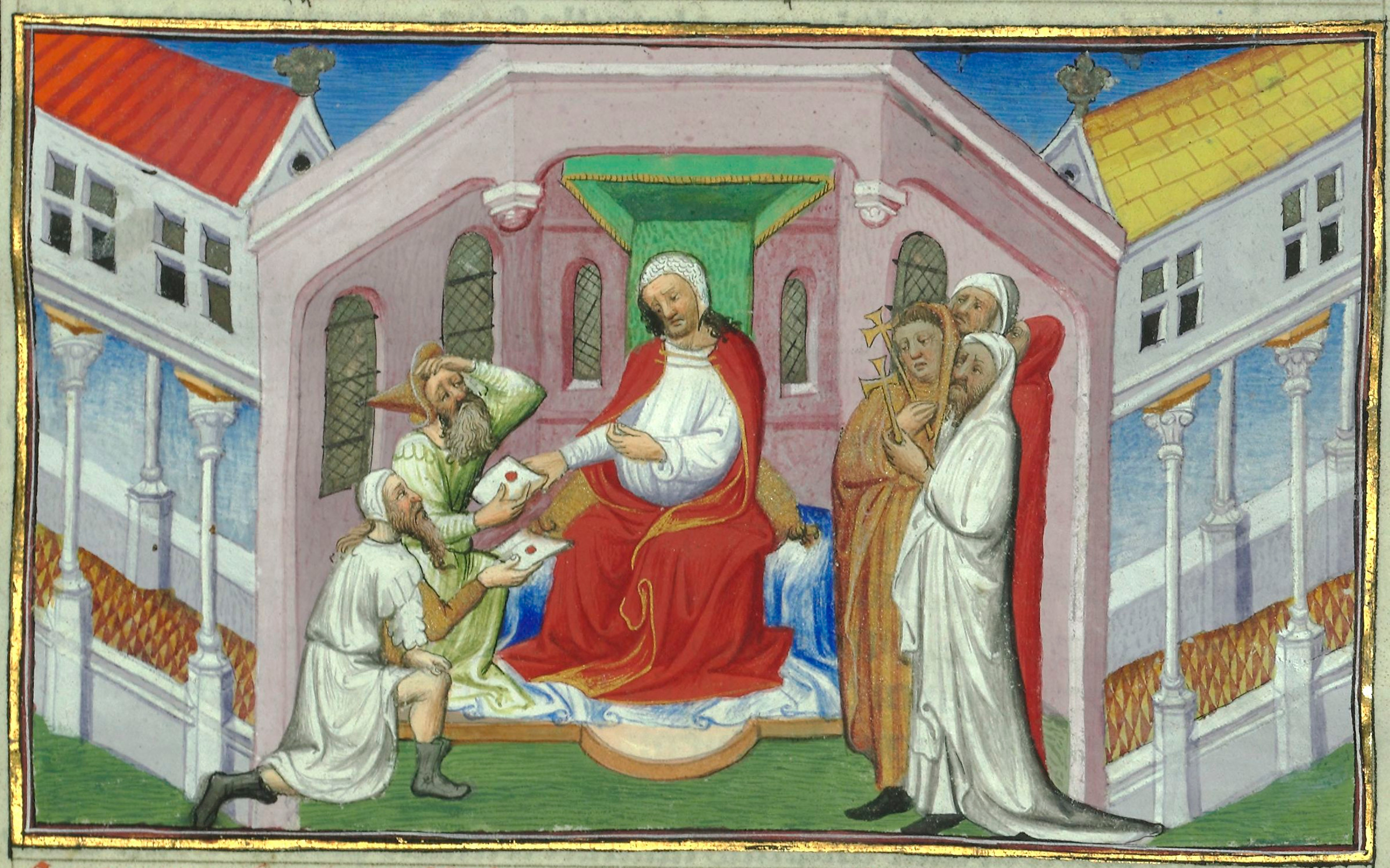
Toghrul rappresentato come Prete Gianni in un'edizione de Il Milione

Non è un caso se la leggenda del Prete Gianni sia connessa a un regnante nestoriano della tribù dei kherejdi. Infatti, anche se l'identità di questo personaggio fu collegata a luoghi come l'India e l'Etiopia, in alcune versioni della leggenda egli fu esplicitamente identificato nell'Ong Khan Toghrul, sovrano dei kherejdi. Altre figure cristiane di grande rilievo furono Sorghaghtani, nuora di Gengis Khan; Doquz Khatun, moglie del fondatore dell'Ilkhanato Hulagu Khan; Sartak, secondo khan dell'Orda d'Oro e dell'Orda Blu; Kitbuga Noyan, militare che combatté in Medio Oriente; Yab-Alaha III, al secolo Rabban Marcos, patriarca della Chiesa persiana tra il 1281 ed il 1317; Rabban Bar Sauma, monaco e ambasciatore in Europa. Il condottiero Gengis Khan, benché non cristiano, si dimostrò tollerante nei confronti del nestorianesimo e delle altre fedi diffuse presso le tribù mongole alleate. Sotto il governo del Gran Khan Munke, nipote di Gengis Khan e figlio della cristiana Sorghaghtani, il cristianesimo nestoriano acquisì un'influenza notevole.

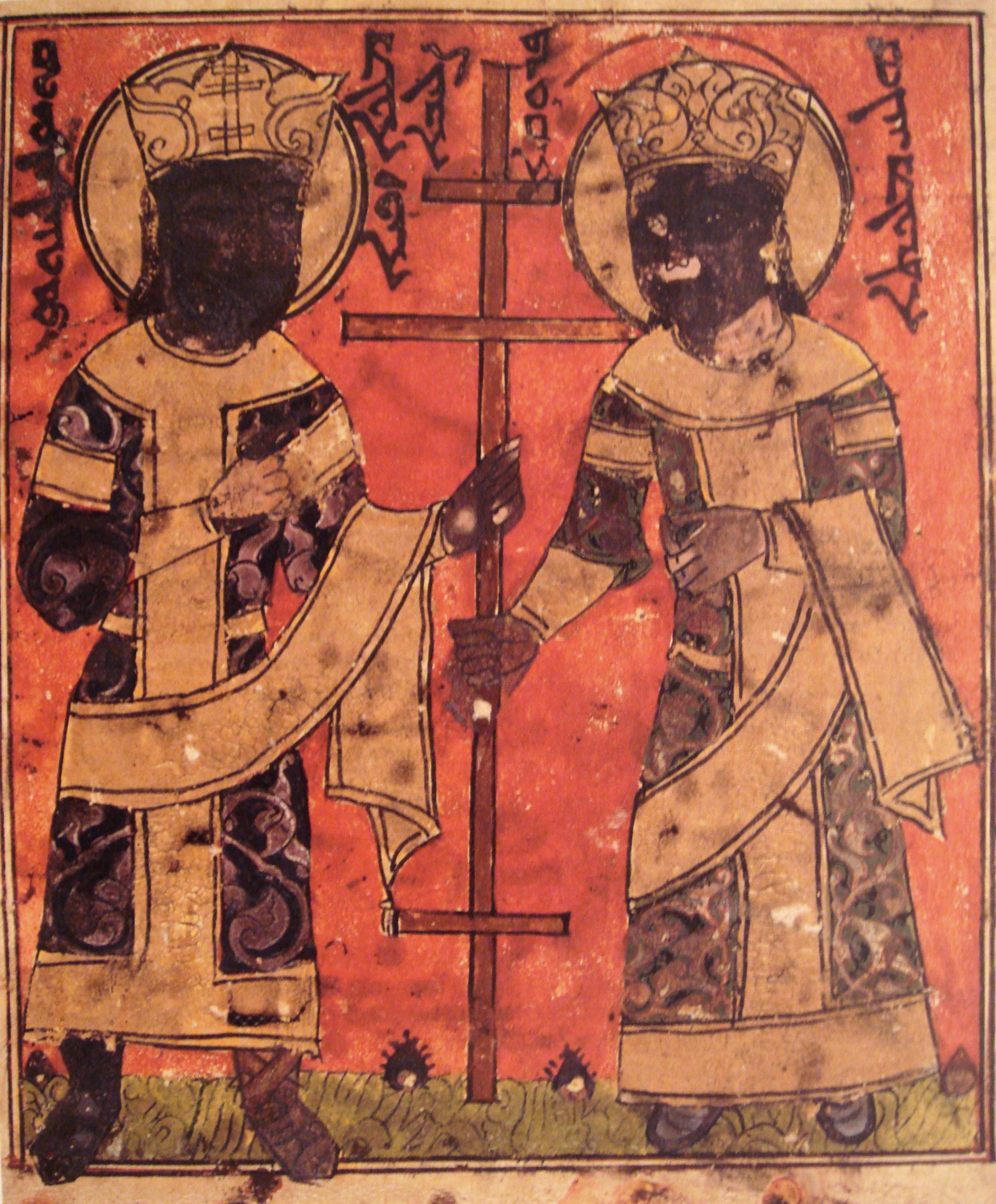
Hulagu Khan e Doquz Khatun raffigurati in una Bibbia siriaca

Dal punto di vista della pratica religiosa, l'antropologo Jack Weatherford sostiene che, a causa del carattere nomadico della cultura mongola, le usanze cultuali delle tribù cristiane differivano rispetto a quelle conosciute in Occidente. Tra i mongoli il cristianesimo era strettamente connesso con la cura delle malattie. I racconti evangelici relativi ai miracoli di Gesù facevano sì che egli venisse considerato simile ad un potente sciamano. Curiosamente, poi, il nome "Gesù" suonava in modo simile alla parola "Yesu", che tra i mongoli indicava il numero 9. Tale numero era sacro per i mongoli ed aveva assonanza con il nome del padre di Gengis Khan, Yesugei. Weatherford afferma che tra i mongoli non fosse diffusa l'usanza di costruire edifici di culto permanenti, tuttavia ci sono prove documentali dell'esistenza di una chiesa nestoriana a Karakorum, nonché prove archeologiche di altre strutture permanenti a Olon Süme e Ukek. Ad ogni modo l'uso di luoghi di culto non permanenti, sul modello della iurta, è documentato.
Un'importante testimonianza sulle usanze dei cristiani mongoli è offerta dal resoconto di viaggio del missionario francescano Guglielmo di Rubruck, che conobbe molti nestoriani durante il suo soggiorno presso la corte di Munke e a Karakorum tra il 1254 ed il 1255. Egli sostenne che il cristianesimo nestoriano nell'Impero mongolo era influenzato da pratiche sciamaniche e manichee, nonché molto confuso in termini liturgici, dal momento che non seguiva le usuali norme praticate dalle altre Chiese cristiane. Guglielmo attribuì queste caratteristiche all'assenza di maestri della fede, alle dispute interne al clero locale ed alla volontà di accordare concessioni dottrinali al fine di ottenere il favore dei khan.
Il cristianesimo nestoriano tra i mongoli entrò in crisi nel XIV secolo a causa dell'intrecciarsi di varie ragioni. In primo luogo, andarono perduti i contatti con i vertici della Chiesa d'Oriente, vittima delle persecuzioni perpetrate dal turco Tamerlano. In secondo luogo, nel 1368 in Cina emerse la dinastia Ming, che condusse alla cacciata dei mongoli della dinastia Yuan ed all'espulsione di tutti i cristiani, sia nestoriani che cattolici, dal paese. Nel 1388 l'esercito cinese distrusse la città di Karakorum, compresa la sua chiesa nestoriana. Infine, un ulteriore elemento di crisi del nestorianesimo fu rappresentato dalla diffusione dell'Islam, che fu abbracciato da quattro importanti khanati. In sintesi, con la dissoluzione dell'Impero mongolo il cristianesimo nestoriano cessò di esistere in gran parte dell'Asia.

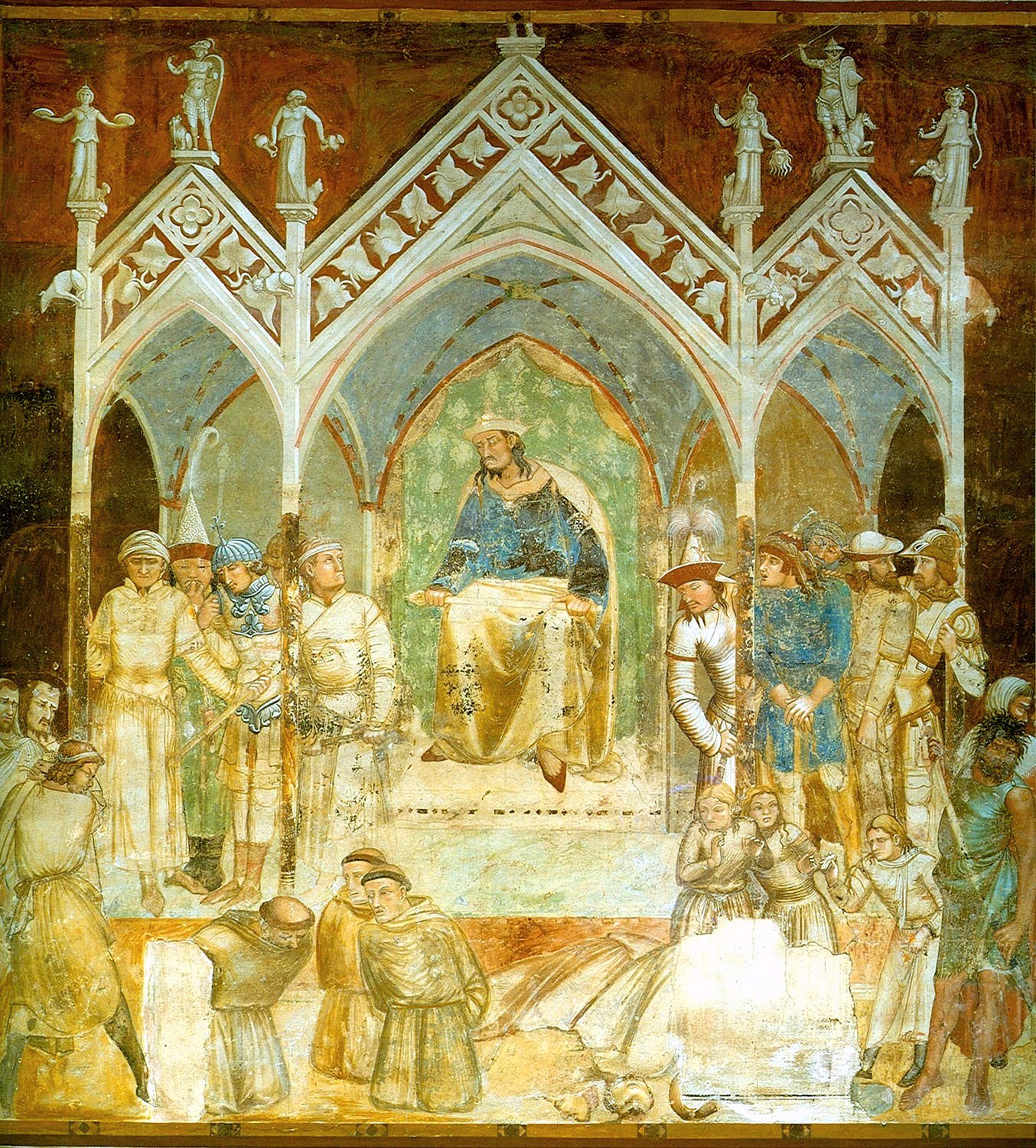
Ambrogio Lorenzetti, Martirio di cinque frati francescani, Siena. Nel dipinto si riconoscono personaggi di fisionomia mongola

## La Chiesa cattolica in Mongolia
Nel medioevo la maggioranza degli europei era ignara dell'esistenza di cristiani nell'Asia centrale e oltre. Unica eccezione a questa credenza era rappresentata dalla leggenda del regno del Prete Gianni, un presunto sovrano cristiano d'Oriente sul quale speravano i crociati per un aiuto in Terra santa. Al di là di ciò, quando furono ristabiliti i contatti con l'Asia si venne a conoscenza della presenza della Chiesa nestoriana nell'Impero mongolo. Furono quindi intraprese numerose missioni cattoliche in Oriente con lo scopo di convertire i mongoli al cattolicesimo, dal momento che la dottrina di Nestorio era stata condannata come eretica dal Concilio di Efeso del 431. Alcuni missionari si spinsero fino a Karakorum e Khanbaliq, l'odierna Pechino. Tuttavia, i contatti più numerosi furono stabiliti con lo Stato mongolo geograficamente più vicino, ossia l'Ilkhanato.
Già nel 1223 dei missionari francescani avevano viaggiato a est per far visita al principe di Damasco ed al Califfo. Nel 1240, su ordine di Papa Gregorio IX, nove domenicani guidati da Guicciardo da Cremona giunsero a Tbilisi, capitale del cristiano Regno di Georgia. In quel tempo lo Stato caucasico si apprestava a cadere sotto la dominazione mongola (1243) e ciò consentì ai nove missionari domenicani di venire in contatto con i mongoli. Nel 1245 Papa Innocenzo IV inviò quattro missioni presso questi ultimi. La prima missione fu guidata dal domenicano André de Longjumeau, il quale era già stato inviato una volta a Costantinopoli dal re Luigi IX di Francia per ricevere la Corona di spine da Baldovino II. Di questo viaggio esistono resoconti di Matteo Paris. Altre tre missioni partirono tra marzo e aprile del 1245. Furono guidate rispettivamente dal domenicano Ascelino di Lombardia (accompagnato da Simone di San Quintino, che poi lasciò un resoconto) e dai francescani Lorenzo di Portogallo e Giovanni da Pian del Carpine, redattore della "Historia Mongalorum", la celebre opera scritta al ritorno dalla sua missione asiatica.

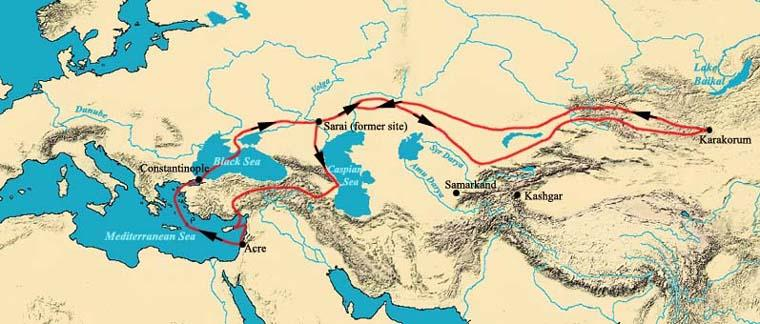
Mappa del viaggio di Guglielmo di Rubruck

Nel 1253 Guglielmo di Rubruck viaggiò verso Karakorum. Fu ricevuto con cortesia, ma gli fu proibito di fare proselitismo o di restare nel paese. A un certo momento del suo soggiorno presso i mongoli, Guglielmo fu impegnato in una famosa disputa a corte. Il khan incoraggiò un dibattito formale tra cristiani, buddhisti e musulmani al fine di determinare quale religione fosse corretta. Al suo ritorno in Occidente, Guglielmo scrisse un resoconto di quaranta capitoli sulle usanze e la geografia mongole. Nel 1287 il monaco Rabban Bar Sauma intraprese il percorso inverso e dall'estremo oriente giunse in Europa, dove incontrò il papa e vari regnanti nel tentativo di instaurare un'alleanza mongolo-crociata. Nel 1302 il patriarca nestoriano Yaballaha III inviò una professione di fede al papa mediante la quale formalizzò la propria conversione al cattolicesimo. Ciononostante, due anni dopo, Yaballaha III inviò una lettera al papa con la quale lo informava della forte opposizione del clero nestoriano alla sua decisione.
La presenza cattolica divenne numerosa nell'Ilkhanato, ma con il progressivo avvicinamento dei sovrani mongoli all'Islam l'influenza della Chiesa di Roma diminuì sempre più. Con l'avvento della dinastia Ming in Cina il cattolicesimo scomparve dall'Asia orientale per alcuni secoli. Missionari cattolici torneranno nel paese dei khan solo nel XIX secolo, quando fu fondato il vicariato per la Mongolia Interna (1883). Nel 1922 nacque la missione per la Mongolia Esterna, ma con l'avvento della Repubblica Popolare Mongola nel 1924 la libertà religiosa venne meno. Dal 1992 la Santa Sede ed il governo mongolo intrattengono normali relazioni diplomatiche. Nel 2002 è stata istituita la prefettura apostolica di Ulan Bator, una delle più piccole comunità cattoliche dell'Asia, contando meno di 1.000 fedeli.

## La Chiesa ortodossa in Mongolia
I mongoli entrarono in contatto con i cristiani ortodossi durante le loro invasioni dell'Europa orientale, all'inizio del XIII secolo. Decreti chiamati "jarling" e atti di immunità, contribuirono in seguito a fornire alcune garanzie all'ortodossia. Uno di questi atti, emesso da Mengu Timur nel 1267, assicurava formale protezione alla Chiesa russa e la esentava ufficialmente da ogni forma di tassazione sia da parte delle autorità mongole che di quelle russe. Inoltre, questo atto permise ai chierici di non essere registrati durante i censimenti, esentandoli anche dai lavori forzati e dal servizio militare. In questo periodo della storia russa il clero si ritrovò ad essere meno dipendente dal potere politico dei principi russi.
Dal 1771 al 1845 otto missioni della Chiesa ortodossa russa furono intraprese in Mongolia. La prima chiesa ortodossa in terra mongola, quella dedicata alla Santa Trinità, fu costruita nel 1872 presso la capitale mongola Ulan Bator (a quel tempo chiamata Urga). Durante il periodo comunista l'edificio fu destinato ad usi non liturgici. Tra il 2005 ed il 2009 la chiesa fu restaurata. I fedeli ortodossi in Mongolia restano molto pochi, non arrivando a 1.000.

## Il protestantesimo in Mongolia

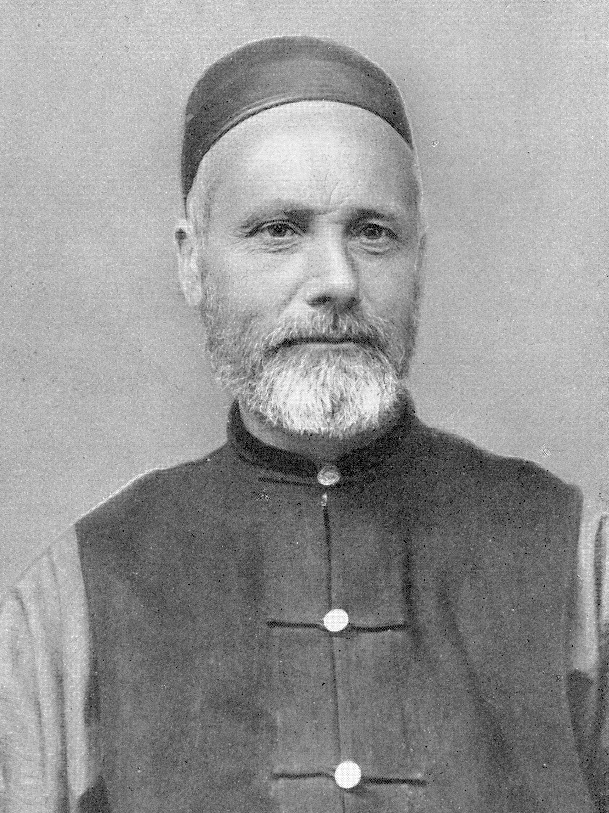
James Gilmour

Il protestantesimo è la confessione cristiana arrivata cronologicamente per ultima in Mongolia, ma è anche quella che ha avuto maggiore successo in termini di proselitismo. Gli insegnamenti protestanti giunsero per la prima volta in Mongolia a metà del XIX secolo, portati da missionari come lo scozzese James Gilmour. L'avvento del comunismo nel paese condusse ad un rapido declino del numero di aderenti, al pari di quanto avvenuto per le altre religioni. Una nuova stagione di evangelizzazione ha avuto inizio dopo la fine del regime comunista. Attualmente l'Associazione Evangelica Mongola stima che vi siano circa 35.000 fedeli protestanti in Mongolia. Essi possono contare anche su di un'emittente televisiva locale ed una radio. Anche i mormoni hanno approfittato dell'avvento della democrazia per fare proselitismo nel paese. Gli aderenti al mormonismo si aggirano sugli 8.000.